# Rossend Perelló i Casellas
Rossend Perelló i Casellas (Gironella, Berguedà, 1912 — Barcelona, 13 d'abril de 1976) fou un escriptor i un poeta d'arrels tradicionals.
Va participar en nombrosos certàmens literaris. Josep Olesti, biògraf de reusencs, diu que el Diario de Reus del 12 de març de 1933 explica que havia guanyat la Flor Natural en uns jocs florals estudiantils amb la poesia «Quan l'amor fuig», i que el diari reusenc Avui de l'1 de juliol de 1936 comunica que Perelló havia guanyat també un premi als Jocs Florals de Reus. Als Jocs Florals de Montblanc va guanyar el premi de la Flor Natural el 1956 per la poesia L'amor saborosa. I el 1960 va guanyar un accèssit al Premi Joan Santamaria per la novel·la Bob, fanalet vermell.
Es va casar amb Maria Assumpta Losa Ortiz de Arril i va tenir tres fills: Maria Rosa, Esperança i Carles.

## Obra

### Poesia
- L'enyor i les noces (1935)
- Camí de Maria (1948)
- Bonics (1952)

Obres presentades als Jocs Florals de Barcelona
- Tríptic (1932)
- Evocació (1932)
- A una noia incompresa (1932)
- L'Amor enganyosa (1933)
- L'encís de l'ocellada (1933)
- El camí amarg (1933)
- El dolç captiveri (1933)

### Novel·la
- El president signa els dimarts (1954)

### Teatre
- Tres de servei (1958)